# Gens Calavia
La gens Calavia fue una señalada familia campania de tiempos de la Antigua Roma. Varios miembros de la gens estuvieron implicados en los acontecimientos de las guerras samnitas y durante la segunda guerra púnica. El más famoso de sus miembros fue indudablemente Pacuvius Calavius, el magistrado jefe de Capua durante la invasión de Aníbal de Italia. Era yerno de Publio Claudio Pulcro.
Como Calavius temía que los capuanos masacraran a sus propios senadores y rindieran la ciudad a Aníbal,  les cerró la casa del senado hasta convencer a los ciudadanos de colocar su confianza en sus dirigentes una vez más.  Cuando Aníbal, no obstante, entró en Capua después de la Batalla de Cannae en 216 a. C., Calavius contuvo a su hijo de un intento de atentado contra la vida del general.  En venganza para el maltrato subsiguiente de Campania por Roma, una familia de este nombre se unió con otros campanios para prender fuego a varias partes de Roma en 211 a. C.

## Origen de la gens
Los Calavii eran campanios, y su lengua nativa era el osco. Todos los primeros miembros de la gens llevaban praenomina oscos, y fueron importantes en los acontecimientos del sur de Italia durante los siglos IV y III a. C.

## Praenomina usados por la gens
Los Calavii son conocidos por haber usado los praenomina oscos Ovius, Ofilius, Novius, y Pacuvius. No se sabe de cierto si Perolla, un nombre asignado al hijo de Pacuvius Calavius, era también un praenomen osco.

## Ramas y cognomina de la gens
Ningún Calavii llevó apellido durante la República. En tiempo imperial se encuentra el cognomen Sabinus, referido a una de las Sabinas, o a su cultura.